# Teresa (film 1951)
Teresa è un film statunitense del 1951 diretto da Fred Zinnemann.
È un film drammatico con protagonista John Ericson incentrato su un soldato statunitense che dopo la seconda guerra mondiale torna nella sua città natia con una moglie italiana, Teresa Russo, interpretata da Anna Maria Pierangeli.

## Trama
Diretto da Fred Zinnemann, girato in parte a Livergnano, frazione di Pianoro (Bo) e  a Scascoli, frazione di Loiano, il film drammatico con protagonista John Ericson   narra il ritorno in America di un soldato che dopo la seconda guerra mondiale  torna nella sua città   natia  New York, con una moglie italiana,  Teresa Russo, interpretata da Anna Maria Pierangeli.

## Produzione
Il film, diretto da Fred Zinnemann su una sceneggiatura di Stewart Stern con il soggetto di Alfred Hayes e dello stesso Stewart Stern, fu prodotto da Arthur M. Loew Jr. per la Metro-Goldwyn-Mayer e girato nell'Appennino bolognese (compare il caratteristico borgo di Scascoli), a New York e a Cinecittà da maggio a luglio del 1950.

## Distribuzione
Il film fu distribuito negli Stati Uniti dal 5 aprile 1951 al cinema dalla Metro-Goldwyn-Mayer.
Alcune delle uscite internazionali sono state:
- in Portogallo il 23 settembre 1951 (Teresa)
- in Finlandia il 16 novembre 1951 (Teresa - italiatar)
- in Germania Ovest il 30 novembre 1951 (Die Geschichte einer Braut)
- in Svezia il 30 gennaio 1952
- in Spagna il 18 febbraio 1952 (Teresa)
- in Francia il 19 marzo 1952 (Térésa)
- in Austria nell'aprile del 1952
- in Danimarca il 29 aprile 1952 (Teresa - historien om en brud)
- in Filippine il 29 luglio 1952 (Davao),
- in Grecia (Teresa)
- in Belgio (Teresa - De geschiedenis van een bruid e Teresa - L'histoire d'une fiancée)
- in Italia (Teresa)

## Critica
Secondo il Morandini il film è un "sensibile, penetrante dramma psicologico sul problema dei reduci con moglie straniera a carico" che si avvale di un'ambientazione accurata e di un buon cast di attori tra cui spicca Rod Steiger.